# Station F

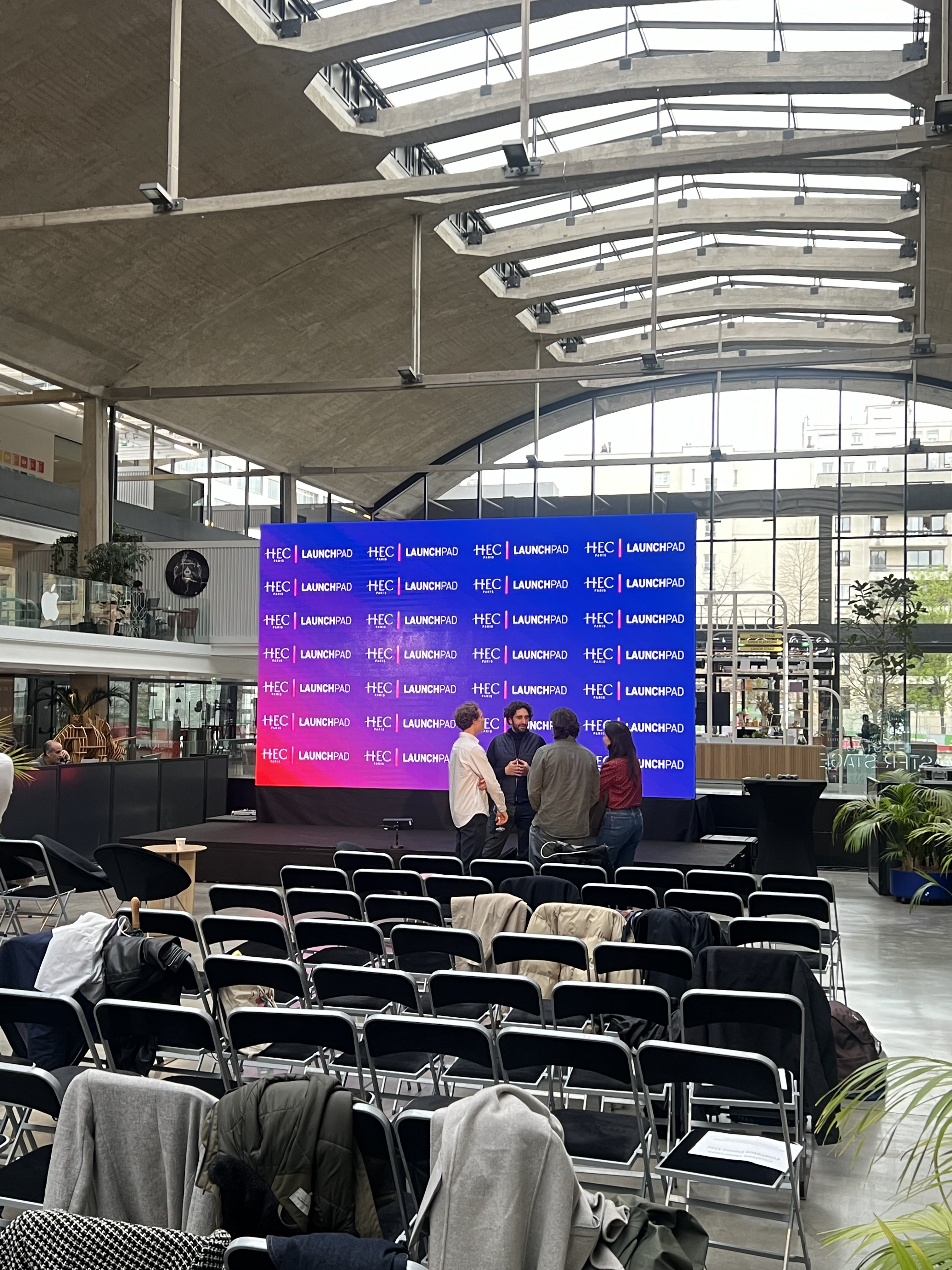
HECパリ Startup Launchpad Demo Day 2024

Station F（スタシオン・エフ）は2017年6月にパリ13区にオープンした世界最大級のスタートアップ集積施設。Station Fの"F"はフレシネ (Freyssinet) に由来し、グザヴィエ・ニエル（Xavier Niel）が創設し、現在はロクサーヌ・ヴァルザ（Roxanne Varza）がディレクターを務める。

## キャンパス
2017年6月にオープン。開所式にはマクロン大統領も訪れスピーチを行った。キャンパスには1000社のアーリーステージ企業が集結している。このキャンパスは、ヨーロッパ最高のビジネススクールである HEC パリなど、さまざまな学校と提携しています。

### 施設
パリの13区にある旧国鉄の貨物列車の駅舎だったラ・アール・フレシネ (La Halle Freyssinet) を2013年にグザヴィエ・ニエルがパリ市から購入し、改装して作られた。
34,000平方メートルを超えるスタシオン・エフのキャンパスには3,000を超えるワークステーションを設置したスタートアップエリア、イベントスペースなどが用意されている。建物は「シェアゾーン」「クリエイトゾーン」「チルゾーン」の３つで構成されており、それぞれイベントスペース、会議室やデスク、フードコートから成っている。裏側には飲食ができるパブリックスペースFood Marketもあり近隣市民や入居者などの交流の場としての機能も果たしている。

### サービス
インキュベーターには、スタートアップの機能に不可欠な投資ファンド、アクセラレータープログラム、ファブラボ、3Dプリンター、公共サポートといったサービスも提供されている。ディレクターのヴァルザはスタシオン・エフはWeWorkとは異なり利益をあげることは目標ではないと掲げている。

### イベント
交流会や起業家の講演なども提供している。イベントスポンサーにはSquareなどの企業も参加。

### その他特徴
成長前提のルールにより企業は６か月又は１年で更新、最長でも２年間までしか入居できない。

## 参加企業・プログラム等
- Startup Garage（Facebookのスタートアップ支援）[15][16]
- WAKAZE（日本酒メーカー）[17]
- SINEORA[14]
- 愛知県（Aichi-France Collaboration Program）[18]
- ジカンテクノ（Jikantechno)　 La Maison Des Startup LVMH
- HERALBONY 　 La Maison Des Startup LVMH

### メンターシップパートナー
- Qonto
- Payfit[19]

### プログラム
- フェムテックプログラム[20]